# Duarte de Andrade Albuquerque de Bettencourt
Duarte de Andrade Albuquerque de Bettencourt, mais conhecido por Duarte de Andrade ComC • ComNSC (Ponta Delgada, Matriz (hoje São Sebastião), 28 de Fevereiro de 1856 — Ponta Delgada, Matriz (hoje São Sebastião), 12 de Abril de 1932), 1.º Conde de Albuquerque, foi um empresário agrícola e político autonomista açoriano.

## Biografia
Duarte de Andrade Albuquerque de Bettencourt foi filho de João de Bettencourt de Andrade Albuquerque ou de Andrade Albuquerque de Bettencourt, e de sua mulher e prima Carolina Adelaide Borges da Câmara de Medeiros ou de Medeiros de Sousa Dias da Câmara, filha de Duarte Borges da Câmara e Medeiros, o 1.º Visconde da Praia, e de sua mulher Ana Teodora Borges de Canto e Medeiros. Casou em Ponta Delgada, Matriz (hoje São Sebastião), a 2 de Outubro de 1880 com Maria Ana de Andrade Albuquerque de Bettencourt, nascida em Ponta Delgada a 12 de Julho de 1859 e falecida no seu Palacete na Rua do Contador, Freguesia Matriz (hoje São Sebastião) de Ponta Delgada, a 6 de Janeiro de 1926, sua prima-irmã, pintora paisagista exímia, e era cunhado do Deputado Francisco Pereira Lopes de Bettencourt Ataíde, uma teia de relações familiares que fazia dele um dos mais bem relacionados terratenentes e aristocratas da ilha de São Miguel, aparentado com as suas grandes famílias terratenentes, primo de Caetano de Andrade Albuquerque de Bettencourt. Do seu casamento nasceram Maria Carolina de Andrade Albuquerque de Bettencourt (Ponta Delgada, Matriz (hoje São Sebastião), 18 de Dezembro de 1886 - Ponta Delgada, São Sebastião, 10 de Setembro de 1969), casada em Ponta Delgada, Matriz (hoje São Sebastião), 20 de Junho de 1914 com José Maria Basto Pereira Forjaz de Sampaio (Faro, 28 de Novembro de 1891 - ?), com geração, e Duarte Manuel de Andrade Albuquerque de Bettencourt, que se houvesse Monarquia seria Representante do Título de Conde de Albuquerque.
Destinado a seguir a carreira forense, formou-se como Bacharel em Direito pela Faculdade de Direito da Universidade de Coimbra no ano de 1877, regressando a Ponta Delgada onde foi nomeado Guarda-Mor do extinto Tribunal da Relação dos Açores. Para além das suas funções oficiais, administrava os bens familiares, tendo sido grande Proprietário na Ilha de São Miguel, e foi Sócio Fundador da Companhia de Seguros Açoriana da qual foi Presidente durante 33 anos, de 1892 a 1925, numismata distinto e bibliófilo.
Figura de grande prestígio na ilha de São Miguel e um dos mais influentes políticos do Partido Regenerador, do qual foi militante, aderiu aos ideais autonomistas, contra as indicações do seu partido, sendo eleito por aclamação membro da Comissão Autonómica de Ponta Delgada durante a Primeira Campanha Autonomista Açoriana, comício autonomista realizado a 19 de Fevereiro de 1893 no Teatro Micaelense de Ponta Delgada.
Na sequência desses acontecimentos, integrou a lista autonomista que concorreu às eleições gerais de 15 de Abril de 1894 (30.ª Legislatura da Monarquia Constitucional Portuguesa) pelo círculo eleitoral de Ponta Delgada que, ao tempo, pretendia obter a sua autonomia administrativa, e que lhe foi concedida pelo Ministério presidido pelo Conselheiro Hintze Ribeiro, sendo Ministro do Reino o Conselheiro João Franco, sendo eleito Deputado da Nação às Cortes. Prestou juramento nas Cortes a 29 de Outubro de 1894, não existindo registo de qualquer intervenção na Câmara dos Deputados. Sabe-se, contudo, que foi influente nas negociações com Ernesto Rodolfo Hintze Ribeiro, o político regenerador açoriano que então chefiava o governo, das quais resultou a promulgação do Decreto de 2 de Março de 1895 que concedeu autonomia administrativa aos distritos açorianos que a solicitassem.
Após a obtenção da autonomia afastou-se da vida política activa, dedicando-se à administração da sua grande fortuna pessoal.
Foi Comendador da Ordem de Nossa Senhora da Conceição de Vila Viçosa a 11 de Fevereiro e por Decreto de 24 de Março de 1905 (registado a folhas 143 do Livro 20 do Registo das Mercês e no Arquivo Nacional da Torre do Tombo, Mercês de D. Carlos I, L. 20, fl. 143) e Comendador da Ordem Militar de Cristo por Decreto de 11 de Junho de 1908 (registado a folhas 91 verso do Livro 3 e no Arquivo Nacional da Torre do Tombo, Mercês de D. Manuel II, L. 3, fl. 19v) e Fidalgo Cavaleiro da Casa Real, por sucessão, por Alvará e Decreto de 23 de Abril de 1902, da Mordomia e Morador da Casa Real (registado a folhas 113 do Livro 8 das Cartas e Alvarás da antiga Mordomia-Mor da Casa Real, registado também na Torre do Tombo, a folhas 14 verso do Livro 18 do Registo das Mercês, e registado ainda a folhas (1)17 no Livro (1)9 da Matrícula dos Moradores da Casa Real).
Foi agraciado com o título de 1.º Conde de Albuquerque em sua vida por Decreto de 3 de Março, Alvará de 19 de Março e Carta de 22 de Abril de 1909 de D. Manuel II de Portugal (publicado no Diário do Governo n.º 96 de 3 de Maio de 1909 e no Arquivo Nacional da Torre do Tombo, Mercês de D. Manuel II, L. 1, fl. 118v). Usou o seguinte Brasão de Armas, por Alvará de 6 de Março e Carta de Brasão (Sucessão) e Decreto de 7 de Julho de 1910 (registado a Folhas 180 do Livro 3 do Registo das Mercês e no Arquivo Nacional da Torre do Tombo, Cartório da Nobreza, L. 10, fl. 181v): esquartelado, o 1.º Soares de Albergaria, o 2.º de Andrade, o 3.º da Câmara e o 4.º de Bettencourt, sobre o todo em abismo escudete com as Armas dos de Albuquerque; timbre: de Albuquerque; Coroa de Conde.
Tem uma Rua com o seu nome em Ponta Delgada.